# Minotaurus (Band)
Minotaurus ist eine Ancient-Folk-Metal-Band aus Aschaffenburg, die im Oktober des Jahres 1994 gegründet wurde.

## Geschichte
Im Oktober des Jahres 1994 trafen sich die Gründungsmitglieder Uwe Elbert und Oliver Klump im damaligen Hard Rock Café in Aschaffenburg. Die Stilrichtung von Minotaurus ist von Fantasy und mittelalterlichen Mythen getragen, inspiriert von keltischen Sagen. Diese spezielle Musik sollte nicht nur akustisch präsentiert werden und so begann Minotaurus, nur noch in Verkleidung aufzutreten, die Songs mit Akteuren bis hin zu Feuerspuckern und dem Minotaurus mit seiner Axt darzubieten. Minotaurus musste auch mit einigen Rückschlägen fertig werden. Es gab in der Historie der Band einige Besetzungswechsel, die sowohl die Fans als auch die Band überstehen mussten.
Auf sechs Alben kann die Band inzwischen zurückblicken. Mit The First Labyrinth (1997) und Dragonbone Throne (1998) veröffentlichte die Band schnell hintereinander zwei EPs, und erste Achtungserfolge bei Presse und Fans ließen aufhorchen. Der Weg zum ersten Album, Path of Burning Torches 1999, wurde ohne Label und Produzenten beschritten. Im Jahr 2001 wurde eine weitere EP veröffentlicht: Carnyx, eine Hommage an das eisenzeitliche Instrument der Kelten. Offerierte man auf diesen zwei Veröffentlichungen den Fans sehr harten Folk-Metal, zeigte die Band mit der nächsten Produktion ihre weiche Seite. Mit The Silent Cave lieferte man eine EP voller Akustik-Songs. Das romantische Liedgut wurde oftmals auf Lauten dargeboten, um das Mittelalterflair zu erhöhen.
2004 veröffentlichte Minotaurus mit Myth or Reality, das erneut härter wurde, ein neues Album. Zudem gestand man dem Folkanteil erneut mehr Raum zu. Dieser Folkcharakter war fortan ein elementarer Bestandteil vieler Kompositionen. Hatte man bis dato lediglich auf Eigenproduktionen gesetzt, so arbeitete die Band bei diesem Album erstmals mit dem neuen Label Curzweyhl zusammen.
Mit dem Titelsong The Lonely Dwarf zur Fantasy-Persiflage Der Einsame Zwerg für das saarländische Independent Filmstudio E(h)rlebnisfilm eröffneten sich neue Wege, und die Kooperation zeigte positive Effekte. 2009 erschien mit The Lonely Dwarf ein Konzeptalbum, das die Geschichte eines Zwerges erzählte. Aufgenommen wurde es bei Kristian Kohlmannslehner im Kohlekeller-Studio. Auf dem Album verewigten sich auch einige namhafte Gastmusiker, darunter Chris Bay (Sänger bei Freedom Call), Markus Steffen (ehemals Gitarrist bei Sieges Even) und Moritz Sohns (Gitarrist bei Dreamreaver). Line-Up-technisch entschied man sich dazu, die männliche Stimme mit einer weiblichen zu ergänzen und so das musikalische Spektrum zu erweitern.
Mit dem nächsten Album The Call schlug man 2013 ein neues Kapitel auf. Das Musik-Label Limb Music wurde neuer Partner der Band und in den Empire Studios von Rolf Munkes legte man den Grundstein für eine langfristige Zusammenarbeit. Durch den Wechsel des Labels fand Minotaurus auch Einzug in Streaming-Portale wie Amazon-Prime-Music, Spotify, Deezer oder Apple-Music. Mit dieser Veröffentlichung spielte Minotaurus 2013 als Support für Freedom Call.
Ihren fünften Longplayer Insolubilis nahm die Band erneut zusammen mit Rolf Munkes in den Empire Studios in Bensheim auf. Während auf dem Vorgänger ein Mix aus deutschen wie englischen Texten zu hören war, liefert man auf das mit Folkeinflüssen verfeinerte Insolubilis durchweg englische Texte. Einzig der Hidden Bonustrack Der Fischer wurde deutsch eingesungen.
Victims of the Underworld wurde im Jahr 2019, dem 25-jährigen Band-Jubiläum, veröffentlicht, wiederum in Zusammenarbeit mit Produzent Rolf Munkes in dessen Empire Studios in Bensheim aufgenommen.
Seit geraumer Zeit streamt Radio Bob einige Songs von Minotaurus in ihrem Mittelalter-Rock-Stream.
Im April 2025 unterschrieben Minotaurus einen Plattenvertrag bei dem deutschen Independentlabel NRT-Records, bei welchem auch unter anderem Sunterra, Ritchie Newton und Speed Limit unter Vertrag stehen. Das Musikvideo zu ihrem neuen Song D.R.I.P. wurde am Freitag, den 11. April veröffentlicht. Ihr neues Studioalbum Memories In The Haze ist für Ende Mai angekündigt.

## Stil
Die Musik von Minotaurus ist eine Komposition aus verschiedenen Elementen der Folk- und Rockmusikszene, mit teilweise starken Metaleinflüssen. Mehrstimmige folkige Melodieparts untermalen die rhythmischen Songs. Beeinflusst durch Bands wie Subway to Sally, In Extremo, Iron Maiden, Accept etc., haben es die Minotauren geschafft, ihren eigenen, unverkennbaren Stil über die Jahre zu bewahren. Trivia: Im Jahre 2003 konnte Minotaurus im Colos-Saal in Aschaffenburg im Vorprogramm von Subway to Sally auftreten.
Die Lyriks behandeln größtenteils Themen aus Mythen, Sagen, Gedichten und eigens zusammengestellten Fantasytexten. Thematisch passend konnte Minotaurus so im Jahre 2005 auf der Ring*Con (Herr-der-Ringe-Fan-Convention) in Fulda auftreten. Billy Boyd „Pippin“, Thomas Robins „Deagol“, Mark Ferguson „Gil Galad“ oder Jarl Benzon „Glorfindel“ – sind nur einige der prominenten Personen, die dort zugegen waren.
Wie die Titel Erlkönig (The Call) und Der Fischer (Insolubilis) belegen, sind die Minotauren auch nicht abgeneigt, sich gelegentlich einiger Texte bekannter deutscher Dichter zu bedienen und diese musikalisch zu interpretieren.

## Bandmitglieder

Minotaurus besteht aus:
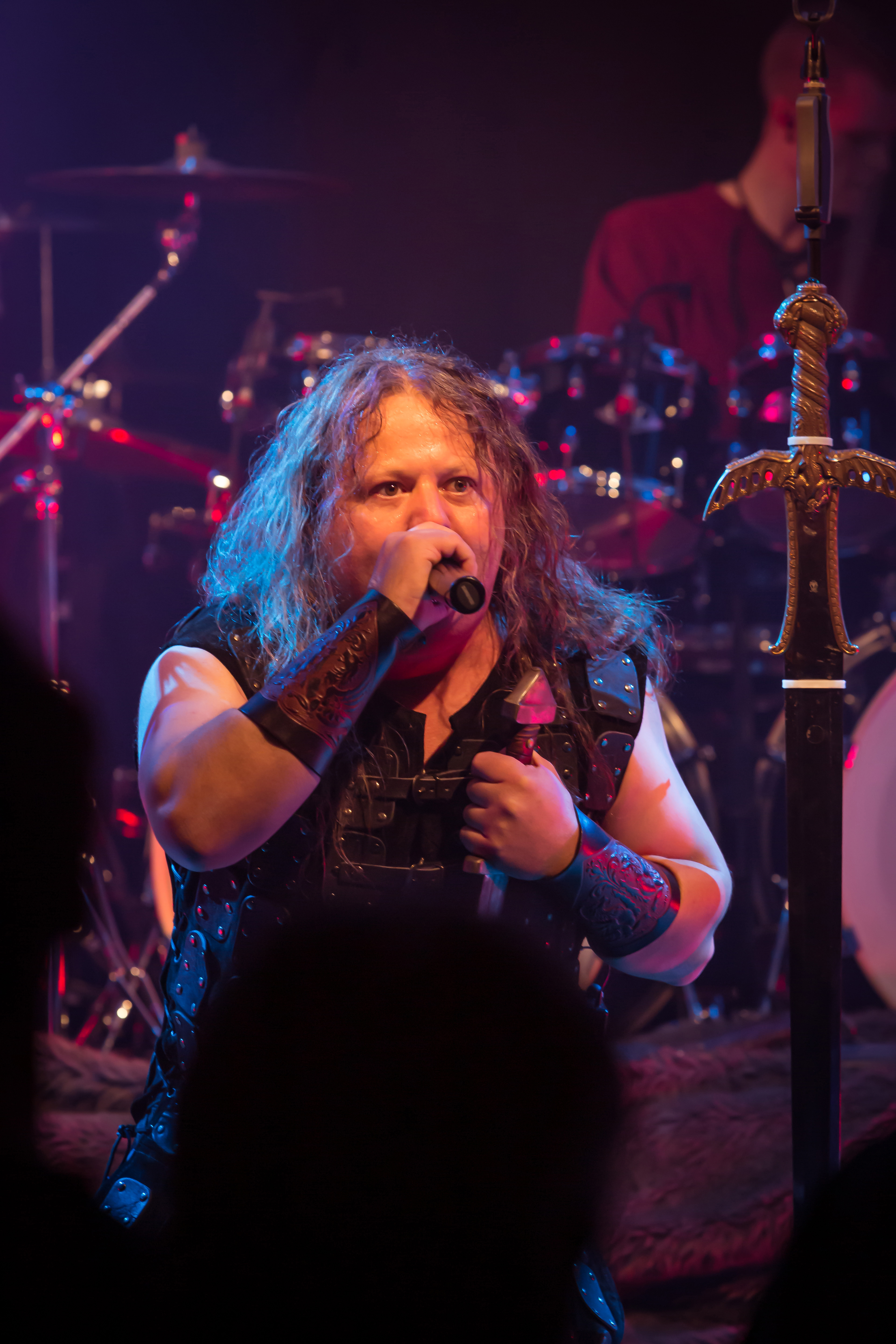
Sänger Oliver Klump
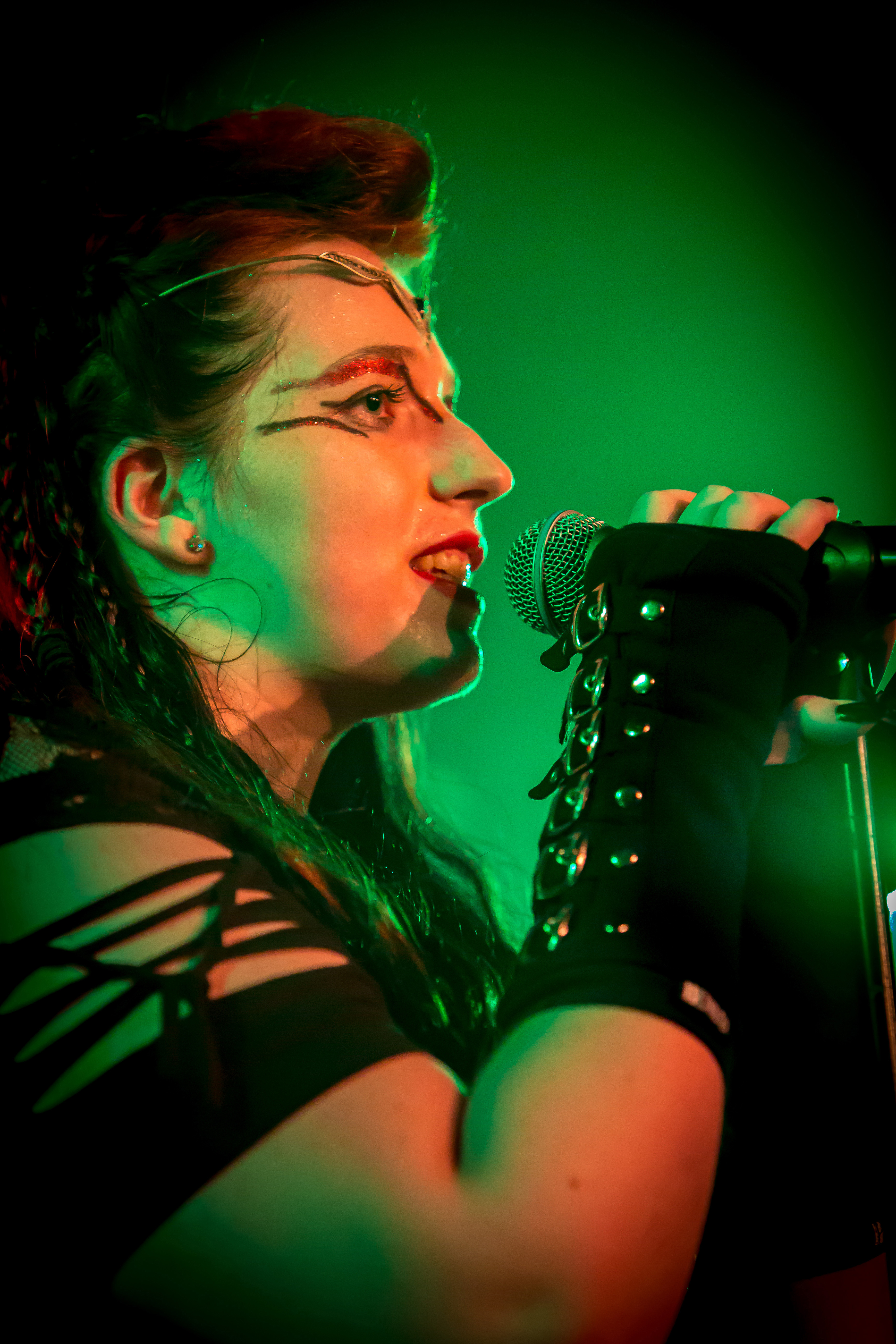
Sängerin Clarissa Hobeck

## Diskografie

### Alben
- 1999: Path of Burning Torches
- 2004: Myth or Reality (Curzweyhl)
- 2009: The Lonely Dwarf (Curzweyhl)
- 2013: The Call (Limb Music)
- 2016: Insolubilis (Limb Music)
- 2019: Victims of the Underworld (Limb Music)

### EPs
- 1997: The First Labyrinth
- 1998: Dragonbone Throne
- 2001: Carnyx
- 2003: The Silent Cave (Financial Disaster Records)
- 2025: Echoes In The Haze (NRT-Records)

## Musikvideos

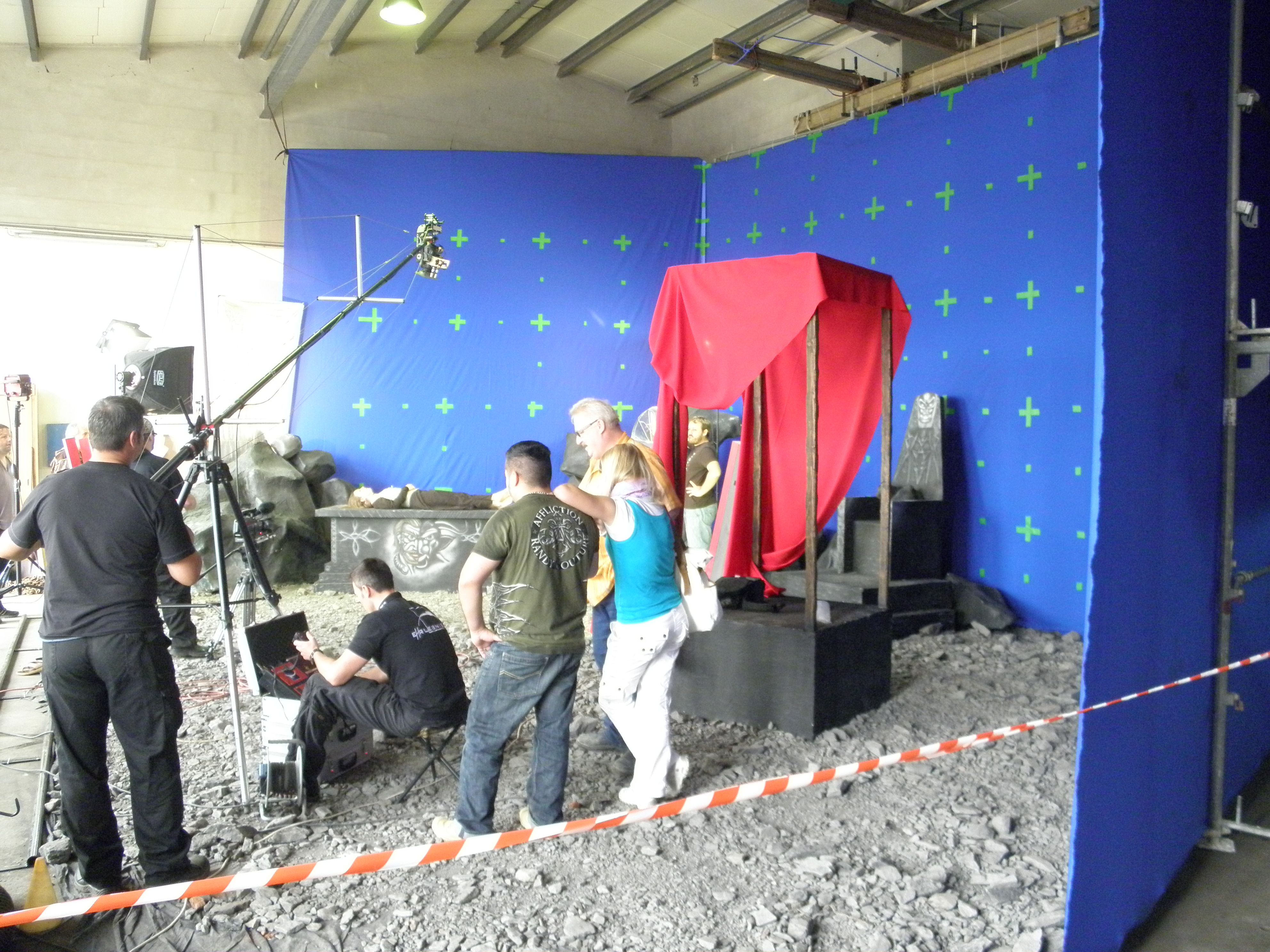
Ein Blick hinter die Kulissen zum Videodreh von Minotaurus' „Erlkönig“

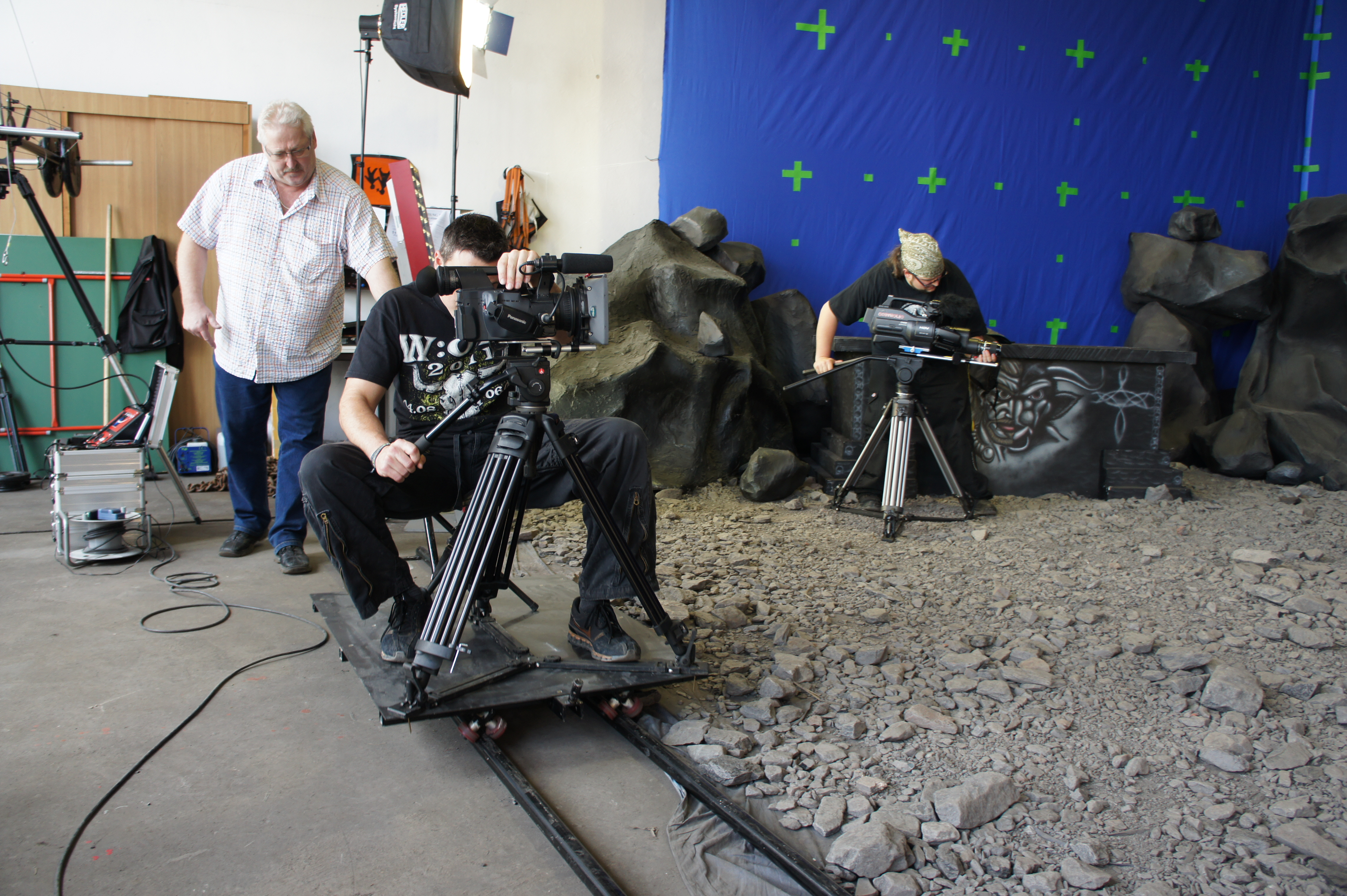
Freund und Regisseur Kevin Ehrl bei der Arbeit

Die Band Minotaurus beschäftigte sich schon früh mit dem Thema Musikvideos. Die Band drehte im Jahr 1999 das erste Musikvideo, Tears of a Hero. Für die damaligen Verhältnisse und der Tatsache, dass dies eine Eigenproduktion war, nahm man einiges an Aufwand auf sich. Natürlich ist das Video mit heutigen Produktionen nicht mehr vergleichbar und dennoch ist es bei eingefleischten Fans nach wie vor ein Klassiker. Trivia: Der Song zum Musikvideo wird auch heute, über zwanzig Jahre nach seiner Veröffentlichung, teilweise noch live gespielt.
2004 nahmen die Minotauren dann die zweite Musikproduktion auf, gemeinsam mit Rainer Zipp Fränzen, dem Regisseur des Films Kriegerherzen. Der extra für den Film komponierte Titel Warriorhearts vom Album Myth or Reality wurde zum Titelsong von Kriegerherzen. Das Musikvideo besteht zum Teil aus Aufnahmen aus dem Film und wurde mit Aufnahmen der Band ergänzt. Mittelalterliche Kulissen und Gewandungen schafften ein eigenes Flair.
Im Jahr 2008 entdeckte die Band ihre Vorlieben für weitaus aufwändigere Musikvideoproduktionen, die zukünftig ein wesentlicher Bestandteil des Schaffens von Minotaurus werden sollten. Über den Regisseur von Warriorhearts wurde der Kontakt zwischen Kevin Ehrl, dem Inhaber der Firma E(h)rlebnisfilm, ansässig im Saarland, und der Band hergestellt. Dieser war bereits seit längerem an einer Zusammenarbeit interessiert, was der Band sehr gelegen kam, da diese ohnehin die Videoproduktionen ausdehnen wollte. The lonely Dwarf war das Ergebnis dieser ersten Zusammenarbeit.
Doch es sollte nicht bei diesem einen gemeinsamen Projekt bleiben. Zwischen Kevin Ehrl und der Band entstand eine Freundschaft, die weit über die herrschenden geschäftlichen Beziehungen hinausgeht und bis heute Bestand hat. Über die Verfilmung Johann Wolfgang von Goethes Ballade Erlkönig veröffentlichte die BILD-Zeitung Saarland  am 25. Juli 2012 einen ganzseitigen Bericht über die Dreharbeiten zum Videoclip mit Kevin und dem Team von E(h)rlebnisfilm. Eine speziell angefertigte düstere Kulisse und aufwändige Computeranimationen machten den Videoclip zu einem besonderen Werk.
Der Videoclip zu Cemetery vom 2016 erschienenen Album Insolubilis erzählt die Geschichte eines Henkers im Mittelalter. Umgeben von einer Menschenmenge schreitet er sichtlich widerwillig zur Tat. Mit einem schmerzverzerrten Gesicht führt er die geplante Enthauptung seines Opfers durch. Eine düstere und schmerzvolle Stimmung, die dank des deutschen Schauspielers und Hauptdarstellers, Mika Metz († 2017) in Szene gesetzt wurde.
|                  | Veröffentlichungsjahr | Aus dem Album           | Link zum Video             |
| ---------------- | --------------------- | ----------------------- | -------------------------- |
| Cemetery         | 2016                  | Insolubilis             | Zum Video Cemetery         |
| Erlkönig         | 2013                  | The Call                | Zum Video Erlkönig         |
| The Lonely Dwarf | 2008                  | The Lonely Dwarf        | Zum Video The Lonely Dwarf |
| Warriorhearts    | 2004                  | Myth or Reality         | Zum Video Warriorhearts    |
| Tears of a Hero  | 1999                  | Path of Burning Torches | Zum Video Tears of a Hero  |